# Marcelo Weisz y Susana Mónica González
Marcelo Weisz y Susana Mónica González Folgan de Weisz es un matrimonio de militantes populares argentinos, quienes fueron detenidos-desaparecidos el 16 de febrero de 1978 junto al hijo de ambos, de tres meses de edad, durante la última dictadura cívico militar en ese país (1976-1983).

## Historia

### Breve reseña
Marcelo Weisz (25 de octubre de 1952) era el hijo menor de Ernesto Weisz, quien había emigrado de la Alemania nazi. Estudiaba Ciencias Económicas y trabajaba en un banco. Militó en una villa emergencia del barrio de Colegiales de Buenos Aires y luego en la Juventud Trabajadora Peronista y Montoneros. Se casó con Susana González (23 de junio de 1952), quien era estudiante de Psicología y trabajaba en Entel, y a quien conoció militando en esa villa de Colegiales.
Marcelo estuvo prisionero en el centro clandestino de detención "El Olimpo", donde fue obligado a realizar trabajos forzados. En ese tiempo fue llevado por algunos de sus captores a realizar visitas a la casa de sus padres, hasta enero de 1979. En 1997, en programa de televisión conducido por Mauro Viale, uno de los captores que acompañaba a Marcelo en esas visitas, el policía federal Hector Julio Simon manifestó que había matado a Marcelo y a su esposa.

### Justicia
En 2010 se condenó a 12 represores a prisión perpetua y a otros tres a 25 años por delitos de lesa humanidad entre los que se encuentran la desaparición, tortura y muerte de Marcelo y Susana. (Juicio Atlético, Banco y Olimpo).  Entre los  represores, Simón fue condenado a la pena de prisión perpetua e inhabilitación absoluta y perpetua.

### La madre de Marcelo
Ruth Paradies Weisz, la madre de Marcelo, nació y creció en Berlín durante los comienzos del nazismo. Escapó de su país con un colectivo de jóvenes judíos scouts a los 16 años, dejando allá a su mamá y su hermana, Margot. Su madre fue enviada luego al campo de exterminio de Auschwitz. En Argentina formó familia y en 1978 su  hijo Marcelo y su nuera fueron desaparecidos.

### Hijo
Juan Manuel Weisz (9 de noviembre de 1977),  fue secuestrado  junto con sus padres y trasladado al CCD  "El Banco". Allí, a pedido de su madre, fue llevado a la casa de sus abuelos maternos y criado por sus tíos Cacho y Ester. Actualmente Juan Weisz tiene un espacio de interacción cultural llamado Librería Insurgente, donde se dictan talleres y se realizan diversas actividades artísticas. Ignacio Montoya Carlotto, el nieto 114 recuperado por Abuelas de Plaza de Mayo contó que fue a tocar muchas veces allí con su grupo de música y amigos.